# Ricardo Ángel Gutiérrez
Ricardo Ángel Gutiérrez (Bahía Blanca, 17 de mayo de 1940) es un contador público argentino que ejerció como Secretario de Hacienda de la Nación entre 1991 y 1996.

## Biografía
Egresó en 1965 de la Universidad Nacional del Sur (Bahía Blanca) con el título de Contador Público. Realizó un postgrado de Capacitación en Administración Pública organizado por el Centro Interamericano de Capacitación en Administración Pública de la OEA.
Estuvo vinculado con las administraciones provinciales de Argentina, desempeñando, entre otros cargos relevantes, el de director general del Ministerio de Economía de Río Negro, de Secretario General de la Gobernación de Córdoba (1969- 1970), de Jefe del Área Reforma Administrativa y Capacitación del Consejo Federal de Inversiones (1970-1971) y como Asesor en Gestión Financiera de los gobiernos de Santiago del Estero y Río Negro (1971 – 1973). Durante esos años dictó cursos de capacitación sobre gestión financiera del sector público patrocinados por la OEA, CFI, etc.
Fue docente universitario en cátedras relacionadas con la Administración Pública en las Universidad Nacional de La Plata, Universidad Nacional de Buenos Aires y la Universidad Nacional del Litoral.
Trabajó como consultor internacional en Administración Financiera y Presupuestaria en el Ministerio de Hacienda de Honduras (1978 1980), en la Oficina Central de Presupuesto de Venezuela contratado por el PNUD de la Organización de las Naciones Unidas como experto en la materia (1981 1988) y en el Ministerio de Finanzas de Bolivia (1989 - 1991).
Durante ese mismo lapso dictó cursos de capacitación y desarrolló asesorías puntuales sobre las áreas de su competencia en varios países latinoamericanos, entre ellos México, Honduras, República Dominicana, Venezuela, Bolivia, Uruguay, etc.
Durante la presidencia del Carlos Menem, el ministro de Economía Domingo Cavallo convocó a Gutiérrez como asesor en febrero de 1991. Y asume como Secretario de Hacienda en el mes de julio de ese año .
Fue Secretario de Hacienda entre los años 1991 y 1996. Bajo su dirección y durante su gestión se diseñó y ejecutó el Programa de Reforma de la Administración Financiera Gubernamental y tuvo a su cargo la preparación del proyecto de Ley de Administración Financiera y de los Sistemas de Control del Sector Público Nacional, del que fue autor principal, y que fuera aprobado por la Ley 24.156 en 1992. Igualmente durante su gestión se diseñó e implementó el Sistema Integrado de Información Financiera Gubernamental (SIDIF) de Argentina
Entre los años 1996 y 1999 prestó servicios en calidad de contratado por el BID y el Banco Mundial como experto de alto nivel en Administración Financiera Gubernamental en Ecuador, Venezuela y la República Dominicana, cumpliendo también misiones específicas en dicha área en Bolivia y Panamá.[cita requerida] Desde 1999 y hasta el 2003 fue Presidente del Banco de la Provincia de Buenos Aires y del Grupo BAPRO S.A. (hólding de 17 empresas financieras).
Ha escrito varios documentos sobre la administración presupuestaria y financiera del Estado, así como sobre la armonización e integración de los sistemas de información financiera pública. Algunos de estos documentos han sido preliminares y orientadores en los procesos de modernización de la gestión financiera pública en América Latina Los trabajos más importantes fueron publicados por revistas especializadas en el tema.
Entre los años 2004 y 2017 fue director de la Bolsa de Comercio de Bahía Blanca.
En el año 1996, junto con Marcos Makón, fundaron la consultoría SIDEPRO de Argentina, con alta especialización en soluciones para mejorar la gestión pública, que se dedica a Asesorar a distintos organismos nacionales, provinciales e internacionales sobre cuestiones relacionadas con sistemas de información financiera y contabilidad gubernamental.